# 福島通人
福島 通人（ふくしま つうじん、1909年9月3日 - 1974年10月29日）は、日本の芸能プロデューサーである。

## 略歴
1909年9月3日、本所区両国で誕生。幼少期より両国国技館で座布団運びのアルバイトをする。その後日比谷公会堂で勤務。親戚の劇作家・旗一兵を頼って吉本興業（東京吉本）に入社し、吉本花月劇場の支配人になる。第二次世界大戦ではコタバル上陸作戦に参戦し、傷病兵として帰還した。
1947年に横浜国際劇場がオープンすると、その支配人となり美空ひばりと出会う。1949年のひばり出演映画『のど自慢狂時代』、『踊る龍宮城』および主題歌の『河童ブギウギ』、『悲しき口笛』のプロデュースにかかわる。1950年には妻の母校・精華学園に美空ひばりを入学させ、1951年には新芸術プロダクションを設立して社長になり、1952年には歌舞伎座では女性初となるリサイタルを企画。さらに『テネシーワルツ』でデビューした江利チエミ、雪村いづみと美空ひばりを加え三人娘を結成し、ジャンケン娘として売り出した。歌舞伎座から中村錦之助、大川橋蔵を引き抜き、東映で活躍した。また、新芸プロに入社面接に来た高倉健を東映俳優にしている。その後はクラウンレコードの設立に携わった。
1974年10月29日、東大医科学研究所病院で、肺がんのため逝去。